# Cerro San José
Der Cerro San José ist ein Berg in den mexikanischen Bundesstaaten Sonora und Chihuahua. Er ist 2700 m hoch und ist damit die höchste Erhebung des Bundesstaates Sonora.